# Poolampatti
Poolampatti là một thị xã panchayat của quận Salem thuộc bang Tamil Nadu, Ấn Độ.

## Nhân khẩu
Theo điều tra dân số năm 2001 của Ấn Độ, Poolampatti có dân số 9000 người. Phái nam chiếm 52% tổng số dân và phái nữ chiếm 48%. Poolampatti có tỷ lệ 56% biết đọc biết viết, thấp hơn tỷ lệ trung bình toàn quốc là 59,5%: tỷ lệ cho phái nam là 66%, và tỷ lệ cho phái nữ là 45%. Tại Poolampatti, 10% dân số nhỏ hơn 6 tuổi.